# Marcia Ball
Marcia Ball (Orange, Texas, 20 de marzo de 1949) es una cantante y pianista de blues estadounidense.

## Biografía
Marcia Ball es natural de Vinton (Luisiana), aunque nació en el hospital de la cercana localidad de Orange en el estado de Texas. Ambas localidades se encuentran dentro del denominado "Triángulo de Texas" lugar de origen de algunas de las mayores estrellas del blues, como Janis Joplin, Johnny y Edgar Winter, Queen Ida Guillory, Lonnie Brooks, Zachary Richard, Clifton Chenier o Kenny Neal. De niña recibió clases de piano por parte de su abuela y su tía y pronto mostró interés por el estilo musical de Nueva Orleans. Creció admirando a artistas como Fats Domino, Professor Longhair y James Booker, pero su mayor influencia, a nivel vocal, fue la cantante Irma Thomas. 
Da sus primeros pasos en el mundo de la música durante su estancia en la Universidad Estatal de Luisiana, a finales de los 60, donde compagina sus estudios de inglés con la actividad como pianista en una banda de rock psicodélico llamada Gum. En 1970, Marcia y su primer marido deciden establecerse en Austin (Texas).[cita requerida] En Texas se une a la banda de country Freda and the Firedogs, con la que permanece hasta 1974, fecha en la que inicia su carrera en solitario.
El estilo de Marcia Ball al piano mezcla elementos característicos del zydeco, swanp blues, delta blues y boogie woogie. Comenzó su carrera artística como solista grabando con la compañía discográfica Rounder Records hasta finales de los 90. En 1998 fue nominada a los premios Grammy y los Blues Music Award en la categoría de "Mejor álbum de blues contemporáneo" por Sing It!, álbum grabado en colaboración con Irma Thomas y Tracy Nelson. 
En 2000 firmó con la prestigiosa compañía Alligator Records, con base en Chicago. A partir de esa fecha son frecuentes sus apariciones en numeroso festivales tanto en Norteamérica como en Europa cosechando un enorme éxito tanto de crítica como de público. Toda su discografía para Alligator Records ha recibido numerosos galardones. Marcia Ball continúa, de manera habitual formando dúo con Irma Thomas. 
En 2003 participa en la película documental Piano Blues, dirigida por Clint Eastwood dentro de la serie The Blues de Martin Scorsese.

## Premios y nominaciones
- 1998 - Nominada a los premios Grammy en la categoría de "Mejor álbum de blues contemporáneo" por Sing It!
- 1998 - Premio "Blues Music Award" en la categoría de "Mejor álbum de blues contemporáneo" por Sing It!
- 2002 - Premio "Blues Music Award" en la categoría de "Mejor álbum de blues contemporáneo" por Presumed Innocent
- 2003 - Nominada a los premios Grammy en la categoría de "Mejor álbum de blues contemporáneo" por So Many Rivers
- 2004 - Premio "Blues Music Award" en la categoría de "Mejor álbum de blues contemporáneo" por So Many Rivers
- 2004 - Premio "Blues Music Award" a la "Mejor artista femenina de blues contemporáneo"
- 2005 - Premio "Blues Music Award" a la  "Mejor teclísta de blues"
- 2005 - Nominada a los premios Grammy en la categoría de "Mejor álbum de blues contemporáneo" por Live! Down The Road
- 2006 - Premio "Blues Music Award" a la  "Mejor teclísta de blues"
- 2007 - Premio "Blues Music Award" a la  "Mejor teclísta de blues"
- 2008 - Nominada a los premios Grammy en la categoría de "Mejor álbum de blues contemporáneo" por Peace, Love & BBQ
- 2009 - Premio "Blues Music Award" a la  "Mejor teclísta de blues"
- 2015 - Premio "Pinetop Perkins Piano Player"[6]

## Discografía
- 1978: Circuit Queen (Capitol)
- 1984: Soulful Dress (Rounder)
- 1985: Hot Tamale Baby (Rounder)
- 1989: Gatorhythms (Rounder)
- 1990: Dreams Come True (con Lou Ann Barton y Angela Strehli)
- 1994: Blue House (Rounder)
- 1997: Let Me Play With Your Poodle (Rounder)
- 1998: Sing It! (Rounder) (con Tracy Nelson e Irma Thomas)
- 2001: Presumed Innocent (Alligator Records)
- 2003: So Many Rivers (Alligator Records)
- 2004: Live at Waterloo Records (Alligator Records)
- 2005: Live! Down The Road (Alligator Records)
- 2007: JazzFest Live (MunckMusic\Munck)
- 2008: Peace, Love & BBQ (Alligator Records)
- 2011: Roadside Attractions (Alligator Records)
- 2014: The Tattooed Lady & The Alligator Man (Alligator Records)